# Sinagoga Magain Shalom
La Sinagoga Magain Shalom (en urdú: مگین شلوم کنیسہ) va ser la pedra angular d'una antiga comunitat jueva a Karachi, Pakistan. La sinagoga va ser construïda per Salomón David Umerdekar en 1893. La sinagoga va ser ampliada en 1912 per dos fills de Umerdekar, Gershon Salomón Umerdekar i Rahamim Salomón Umerdekar. El 17 de juliol de 1988, la sinagoga Shalom Magen va ser destruïda per donar pas a un centre comercial (Plaza Madiha) al barri Lines Ranchore de Karachi.